# Bidessus
Bidessus är ett släkte av skalbaggar som beskrevs av Sharp 1882. Bidessus ingår i familjen dykare.

## Bildgalleri

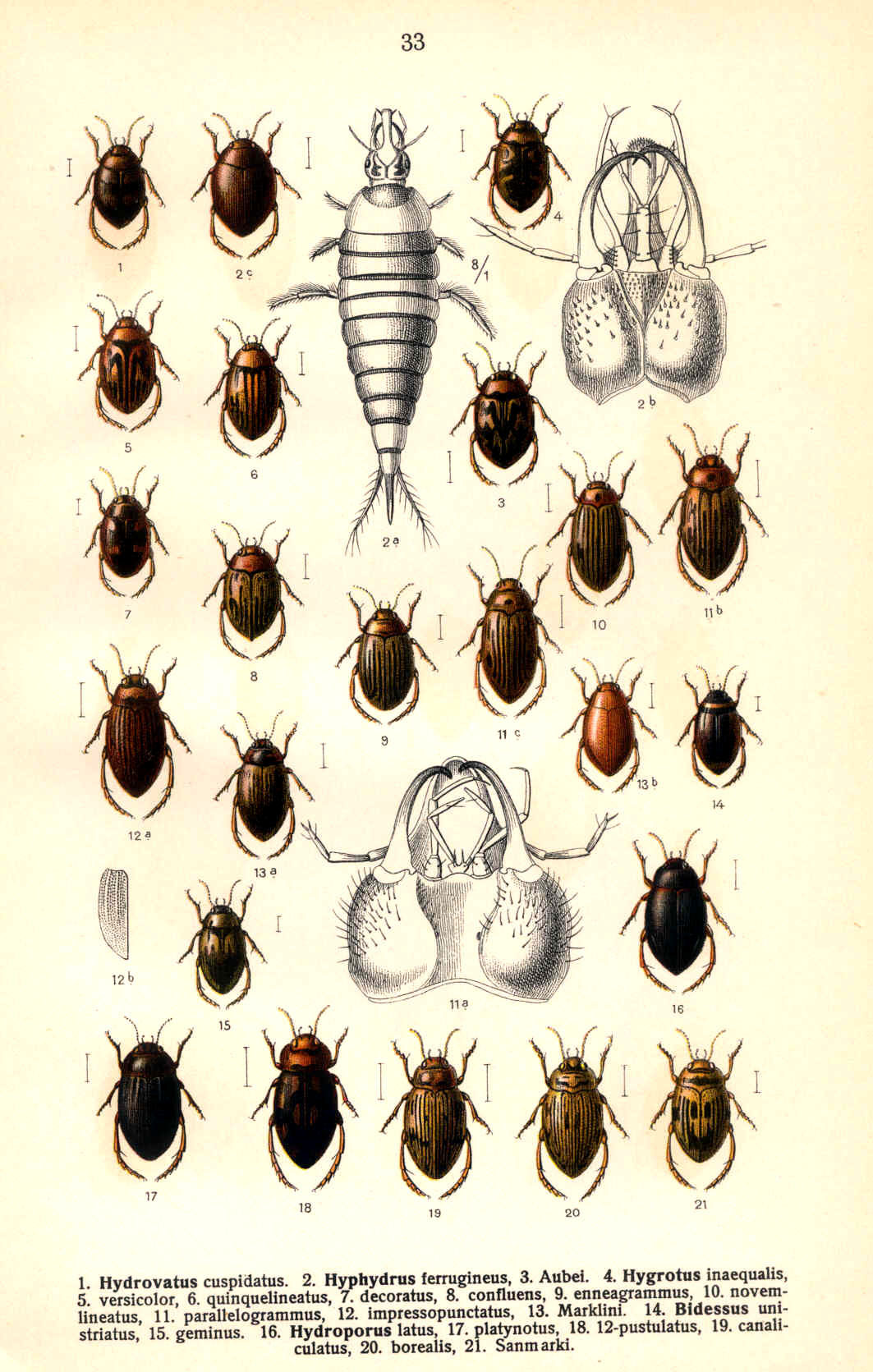
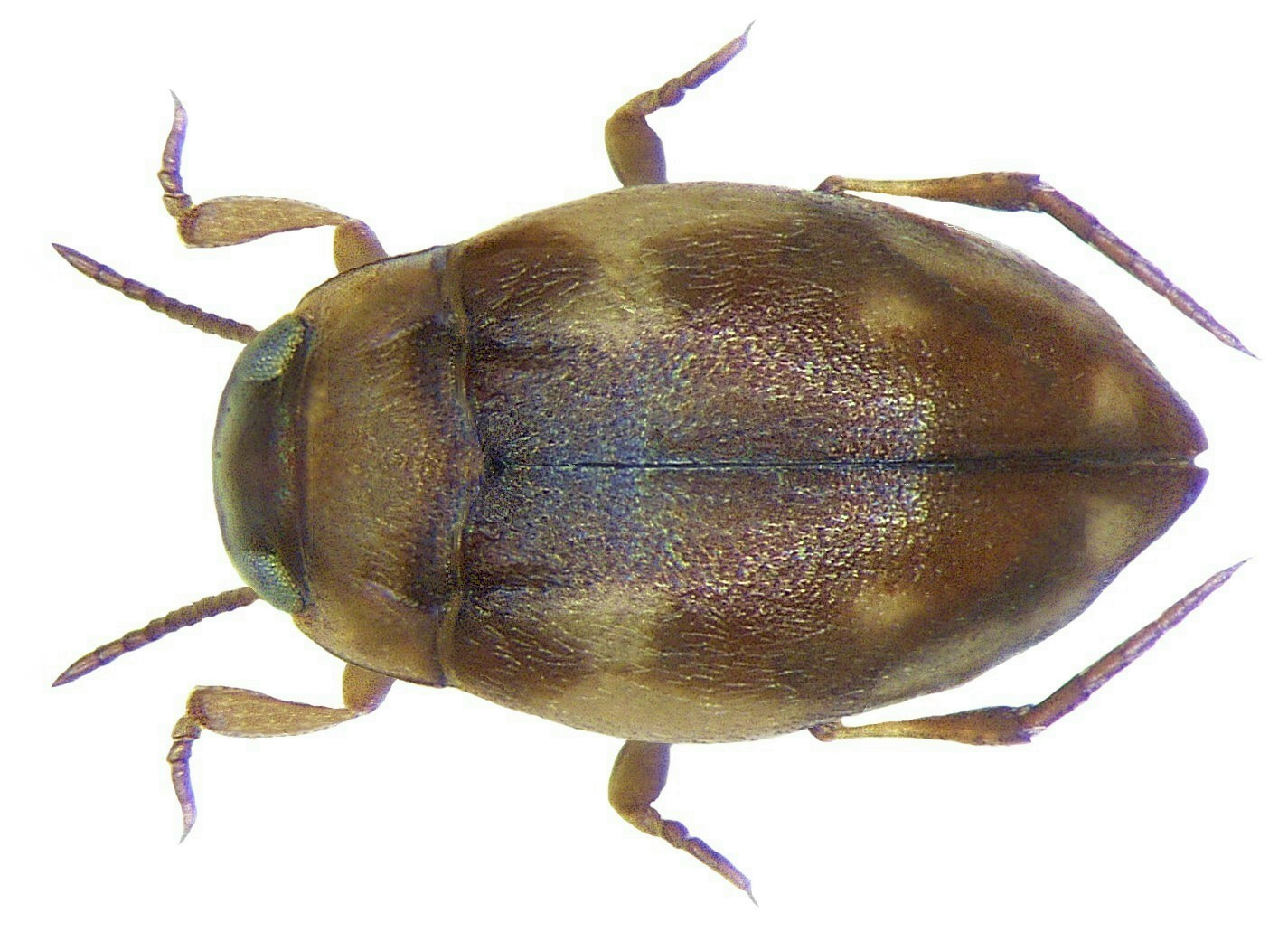

## Dottertaxa tillBidessus, i alfabetisk ordning[1][2]
- Bidessus alienus
- Bidessus anatolicus
- Bidessus apicidens
- Bidessus bertrandi
- Bidessus cacozelus
- Bidessus calabricus
- Bidessus ceratus
- Bidessus complicatus
- Bidessus coxalis
- Bidessus cretensis
- Bidessus decellei
- Bidessus delicatulus
- Bidessus excavatus
- Bidessus exornatus
- Bidessus fraudator
- Bidessus fulgidus
- Bidessus funebris
- Bidessus glabrescens
- Bidessus goudotii
- Bidessus grossepunctatus
- Bidessus imitator
- Bidessus knapporum
- Bidessus leveri
- Bidessus longistriga
- Bidessus minutissimus
- Bidessus muelleri
- Bidessus muluensis
- Bidessus mundulus
- Bidessus nasutus
- Bidessus nero
- Bidessus nesioticus
- Bidessus omercooperae
- Bidessus ovoideus
- Bidessus perexiguus
- Bidessus pergranulum
- Bidessus perrinae
- Bidessus perssoni
- Bidessus pumilus
- Bidessus rossi
- Bidessus rothschildi
- Bidessus ruandensis
- Bidessus saucius
- Bidessus seydeli
- Bidessus sharpi
- Bidessus sodalis
- Bidessus straeleni
- Bidessus toumodiensis
- Bidessus udus
- Bidessus unistriatus
- Bidessus wilmoti